# Château de la Bâtie (Ain)
Pour les articles homonymes, voir Château de la Bâtie.
Le château de la Bâtie est un ancien château fort, du XIIIe siècle remanié aux XVIe et XIXe siècles, centre de la seigneurie puis de la baronnie et enfin de la comté de la Bâtie, qui se dresse sur la commune de Montceaux dans le département de l'Ain en région Auvergne-Rhône-Alpes.
Le château en totalité, sa chapelle, ses dépendances et l'ensemble du parcellaire font l’objet d’une inscription au titre des monuments historiques par arrêté du 17 juillet 2006.

## Situation
Le château de la Bâtie est situé dans le département français de l'Ain sur la commune de Montceaux.

## Histoire
La fondation du château de la Batie date certainement du XIIe siècle, mais les premières sources de son existence datent du XIIIe siècle. Il fut construit par la famille de Beaujeu[réf. nécessaire]. C'était alors une importante place forte contenant une garnison de 60 hommes d'armes et dont les fortifications comprenaient 19 tours. En tant que forteresse, il assure un rôle stratégique entre les terres du Royaume et celles de l'Empire. Il passe ensuite dans le domaine de la famille de Bourbon.
En 1350, la terre était la possession de Guillaume de Francheleins. Sa fille, Louise, la porte en dot à Henri de Juys, chevalier, seigneur de Belvey. Claudine de Juys, leur petite-fille, épousa en janvier 1447 Jean du Saix, chevalier, seigneur de Rigna, qui devint ainsi seigneur de la Bâtie.
Jacques de Limosin, seigneur de Montaubert, l'acquiert dans la suite des héritiers de Janus du Saix, mort sans enfant. Le 29 mars 1540, elle échoit en partage à Marguerite, sa fille aînée, qui la fait entrer dans la maison de Champier, par son mariage avec Claude de Champier, bailli, puis gouverneur de Dombes, père de Jacques de Champier, en faveur de qui elle fut érigée en baronnie par Henri de Bourbon-Montpensier.
La terre passe au XVIIe siècle, à la famille de Villeneuve, puis, en titre de comté, à celle d'Ormesson de Chamarande qui remanie le château, et enfin au XVIIIe siècle, à celle de la Tour-Vidaud, qui en avait encore la possession en 1789. À noter que le château vit passer, au XVIIe siècle, Madame de Sévigné.
Après la Révolution le château passe ensuite de famille en famille pour devenir l'actuelle résidence privée de la famille de Chalon.
Durant la période de la Seconde Guerre mondiale, la Bâtie servit de cache à de nombreux résistants dont Jean Moulin.
Chapelle castrale
Au XVe siècle, une ancienne chapelle fondée par les seigneurs de la Bâtie, sous le vocable de saint Maurice, et qui se trouvait isolée au milieu d'une vigne, fut transférée dans le château.

## Description
Le château de la Bâtie est une forteresse construite en briques rouges, les carrons savoyards de la Dombes.
Au XIIIe siècle c'était une place forte composée de quatre enceintes et de dix-neuf tours, avec à l'ouest le donjon et le logis primitif. Certaines poutres du donjon sont décorées de peintures du XVIe siècle dont une danse macabre sur une poutre du second étage.
Une galerie voûtée datée du XVIe siècle masque des éléments gothiques antérieurs.
Des ouvertures ont été percées au XVIIIe siècle et une partie de l'enceinte intérieure a été détruite au XIXe siècle période à laquelle la chapelle qui abrite une crypte, a été transformée.

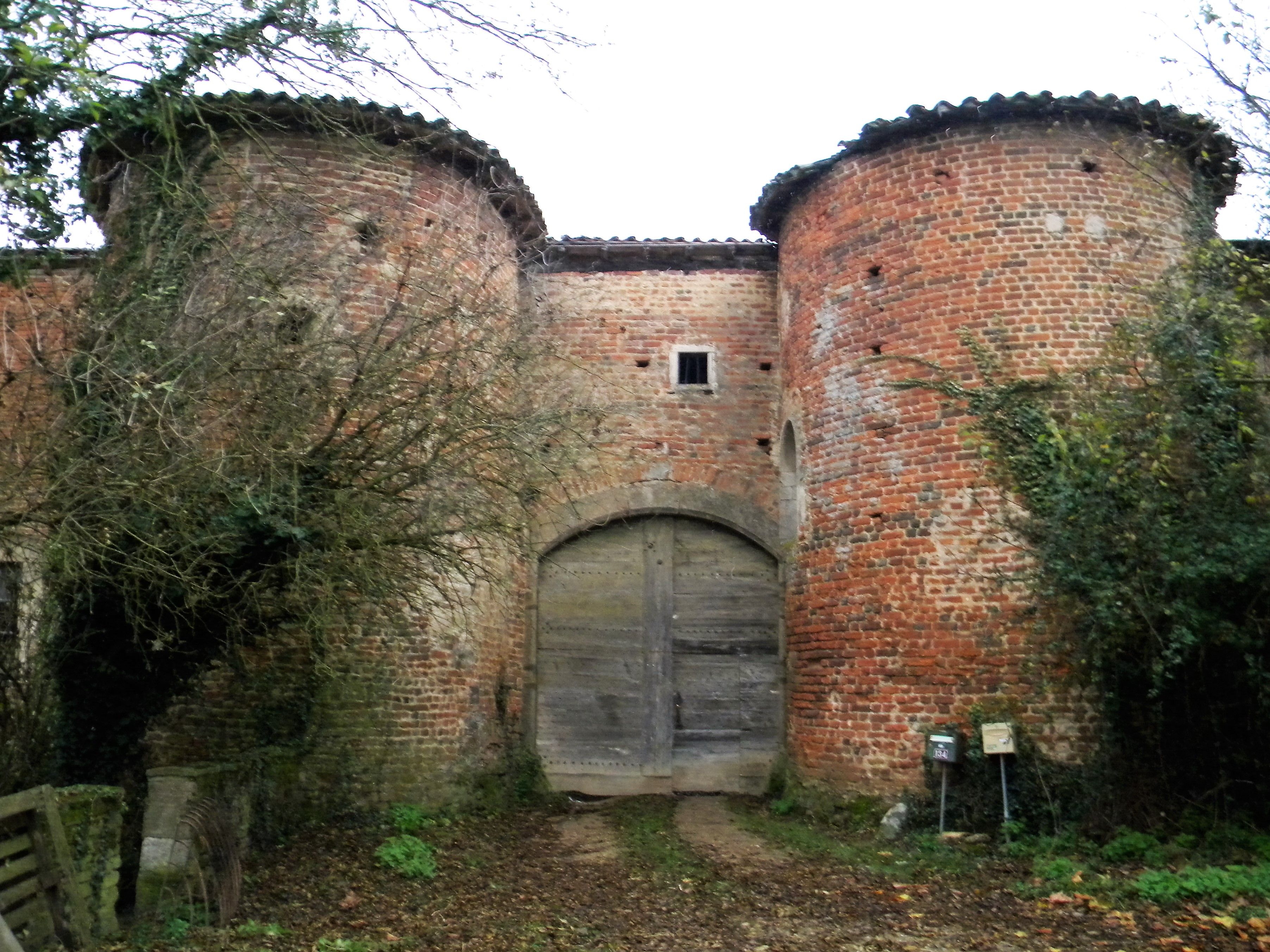
Château de la Bâtie, l'entrée.
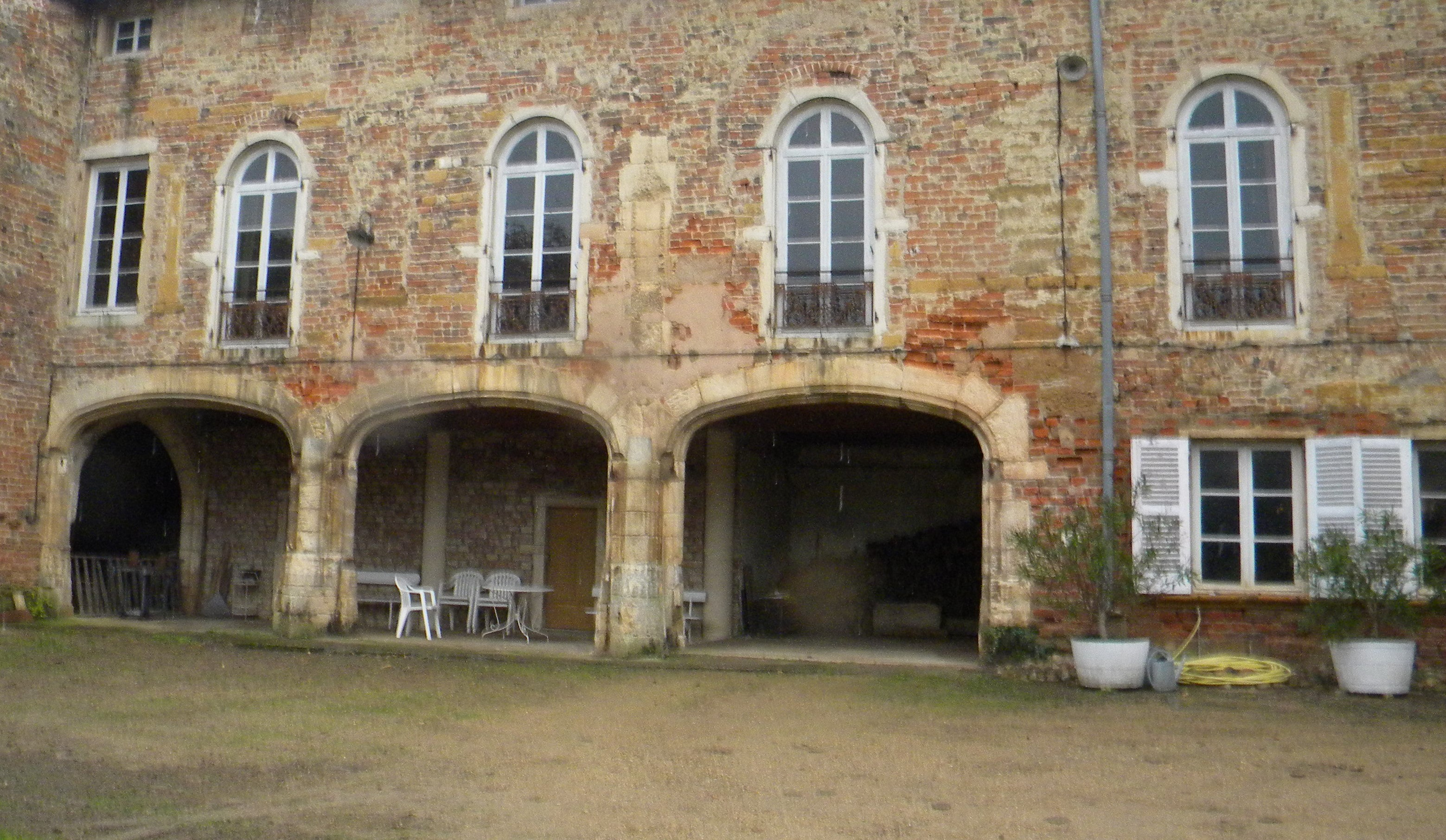
Vue d'une partie de la façade du château.
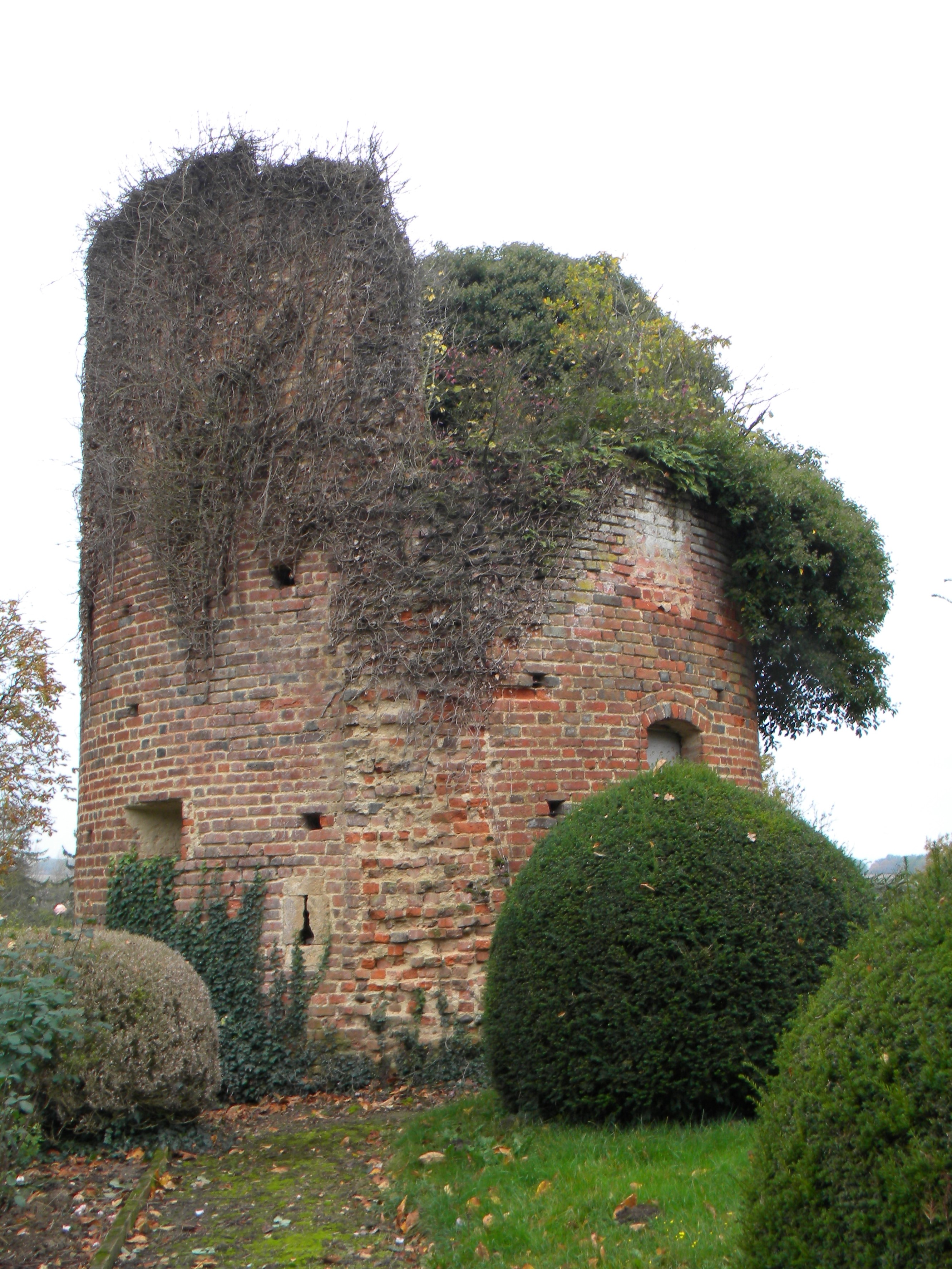
Une tour en ruine.
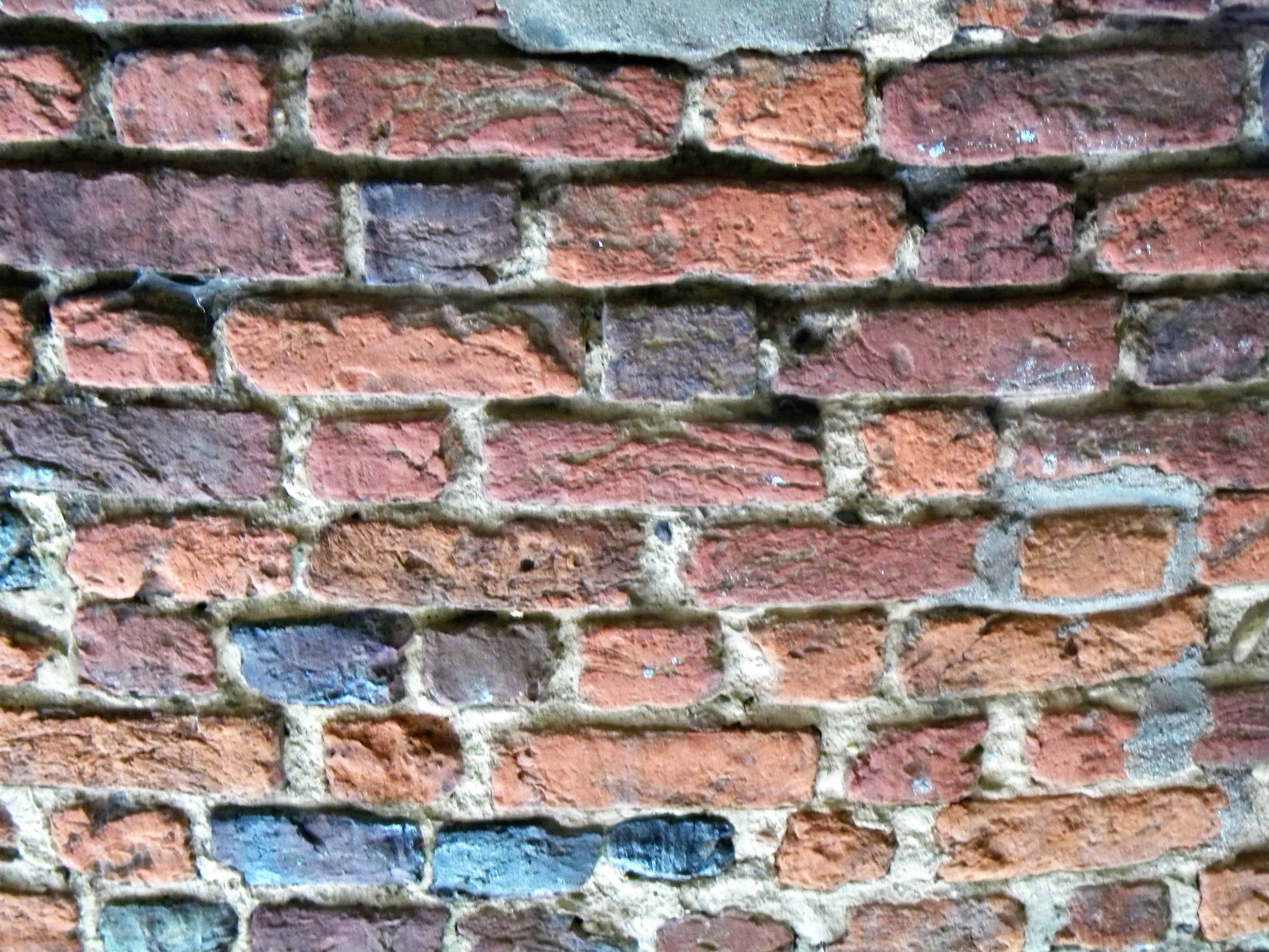
Gros plan sur les briques de construction.